# Kristýna Pastulová
Kristýna Pastulová (ur. 22 października 1985 w Litomierzycach) – czeska siatkarka siatkarka, grająca na pozycji środkowej. Od sezonu 2017/2018 występuje w drużynie VK Královo Pole Brno.

## Sukcesy klubowe
Puchar Czech:
- 2004, 2005, 2007

Mistrzostwo Czech:
- 2005
- 2004, 2007
- 2006

Mistrzostwo Austrii:
- 2008, 2009, 2010

Puchar Austrii:
- 2010

## Sukcesy reprezentacyjne
Liga Europejska:
- 2012